# Titan Klin
Der HK Titan Klin (russisch ХК Титан Клин) ist ein russischer Eishockeyklub aus Klin. Die Profi-Mannschaft des Klubs spielte zwischen 2011 und 2014 in der Wysschaja Hockey-Liga und trug ihre Heimspiele im Eispalast Waleri Charlamow, benannt nach dem früheren Eishockeyspieler Waleri Charlamow, aus. Die Vereinsfarben sind Grün, Gelb und Weiß.

## Geschichte
Der Klub wurde unter dem Namen Chimik Klin gegründet, ehe 1991 die Umbenennung in Titan Klin erfolgte. In der Saison 2003/04 nahm die Mannschaft von Titan an der East European Hockey League teil und konnte den zwölf Spiele umfassenden Pokalwettbewerb selbiger gewinnen.
Bis 2010 nahm die Mannschaft am Spielbetrieb der Wysschaja Liga teil, bevor sie im Zuge der Ligenreform in die dritte Spielklasse, die Perwaja Liga, absteigen musste. Zur Saison 2011/12 wurde die Mannschaft als Expansionsteam wieder in die Wysschaja Hockey-Liga aufgenommen.
Titan Klin fungierte als Farmteam des KHL-Teilnehmers HK Metallurg Magnitogorsk. Nach der Saison 2013/14 zog sich der Klub aus finanziellen Gründen aus der Wysschaja Hockey-Liga zurück, stellt seither aber ein Juniorenteam in der Molodjoschnaja Chokkeinaja Liga B.